# Szczupieńczyk karłowaty
Szczupieńczyk karłowaty (Epiplatys annulatus) – gatunek słodkowodnej  ryby z rodziny Nothobranchiidae. Bywa hodowana w akwariach. Osiąga do 4 cm długości.

## Występowanie
Szczupieńczyk karłowaty żyje w nizinnych strumieniach i bagnach wzdłuż wybrzeży Afryki Zachodniej – od Ghany po Gwineę.

## Pożywienie
Szczupieńczyk karłowaty żywi się wyłącznie żywym pokarmem.

## Warunki hodowlane
Szczupieńczyk karłowaty jest delikatną i małą rybką, która nie nadaje się do akwarium zbiorowego. Ryby te dobrze się czują nawet w niewielkich zbiornikach obsadzonych roślinnością. Woda powinna być miękka i lekko kwaśna. Temperatura wody powinna wynosić ok. 24,5 °C.